# 기니 U-17 축구 국가대표팀
기니 U-17 축구 국가대표팀은 기니를 대표하는 17세 이하 축구 국가대표팀이다.

## 성적

### FIFA U-17 월드컵
- 2001년: 실격
- 2003년~2013년: 진출 실패
- 2015년: 조별 리그
- 2017년: 조별 리그
- 2019년: 예선 통과 후 실격
- 2023년: 출전 금지

### 아프리카 U-17 네이션스컵
- 2019년: 준우승

## 같이 보기
- 기니 축구 국가대표팀